# Micropsectra tusimaresea
Micropsectra tusimaresea är en tvåvingeart som beskrevs av Sasa och Suzuki 1999. Micropsectra tusimaresea ingår i släktet Micropsectra och familjen fjädermyggor. Inga underarter finns listade i Catalogue of Life.